# Calderone-Gletscher
Der Calderone-Gletscher (italienisch Ghiacciaio del Calderone) liegt im Gran-Sasso-Massiv in den Abruzzen in Italien. Er liegt unterhalb des Corno Grande, der höchsten Erhebung des Apennins, am Talschluss des Vallone delle Cornacchie.
Im Jahr 2000 ist der Gletscher in zwei Teile zerfallen, der obere Teil hat keine direkte Verbindung mehr mit dem unteren.
Nach dem Verschwinden des Gletschers Corral de la Veleta in der spanischen Sierra Nevada ist er nach den kleinflächigen Kargletschern der Jezerca und Maja Grykat e Hapëta in den Albanischen Alpen (Prokletije) der südlichste Gletscher Europas. Bei konstantem Rückgang in den nächsten Jahren wird mit dem Verschwinden des Calderone-Gletschers gerechnet.
Die folgende Tabelle stellt die Entwicklung der Fläche und des Volumens des Gletschers in der Vergangenheit dar.
| Jahr      | Fläche (m²) | Volumen (m³) |
| --------- | ----------- | ------------ |
| 1794      | 104.257     | 4.332.207    |
| 1884      | 90.886      | 3.382.166    |
| 1916      | 63.335      | 3.386.485    |
| 1934      | 59.713      | 2.461.529    |
| 1960      | 60.030      | 1.729.934    |
| 1990      | 52.586      | 360.931      |
| 2005      | 32.900      | —            |
| 2006      | 32.700      | —            |
| 2007–2008 | 35.545      | —            |

Da die Eisdicke des Gletschers in den letzten Jahren stark auf klimatische Schwankungen reagiert, kann nicht ohne weiteres ein verlässlicher Wert für das Volumen ermittelt werden.